# Phyllanthus effusus
Phyllanthus effusus är en emblikaväxtart som beskrevs av Spencer Le Marchant Moore. Phyllanthus effusus ingår i släktet Phyllanthus och familjen emblikaväxter.
Artens utbredningsområde är Papua Nya Guinea. Inga underarter finns listade i Catalogue of Life.